# Kreuzsegel

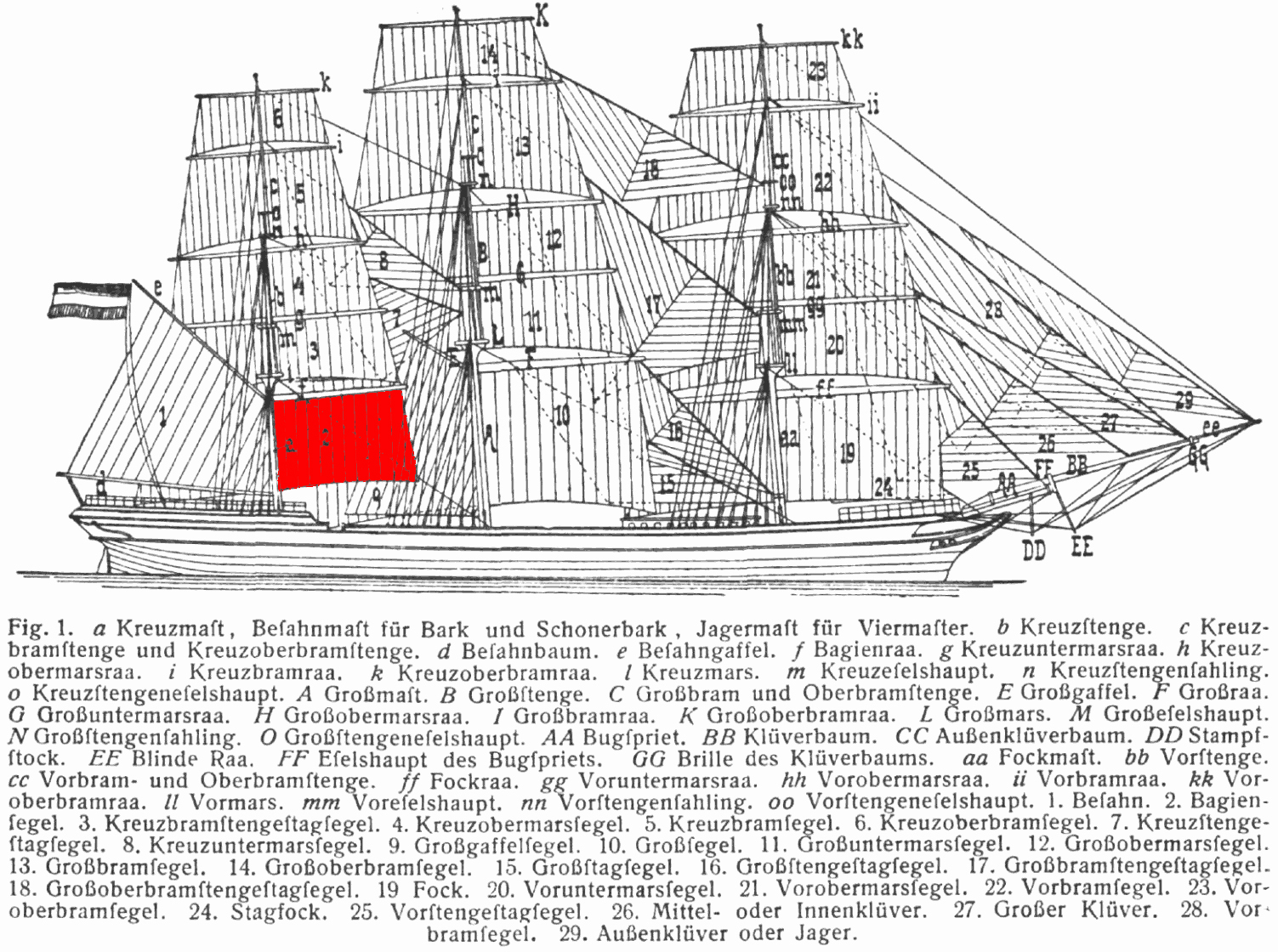
Kreuzsegel auf einem Vollschiff (rot markiert)

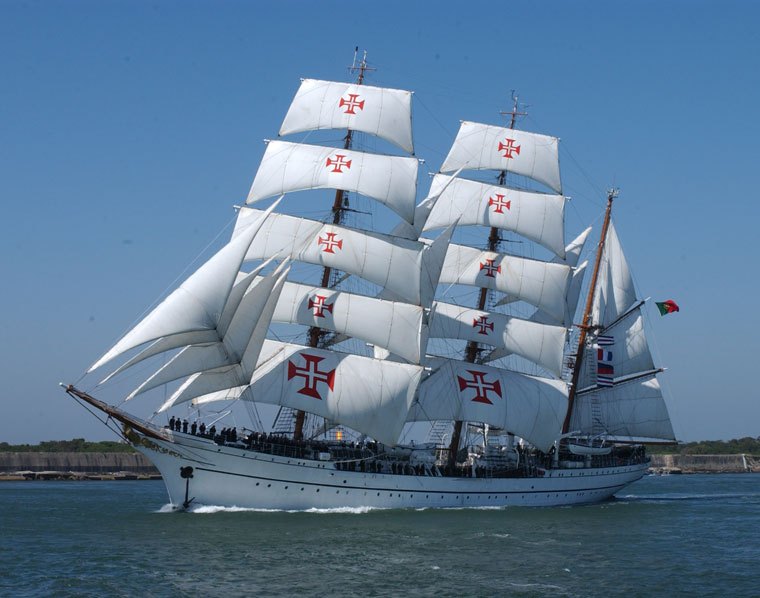
Das portugiesische Segelschiff Sagres mit Kreuzsegeln (hier: volkstümlicher Sprachgebrauch der Begrifflichkeit Kreuzsegel)

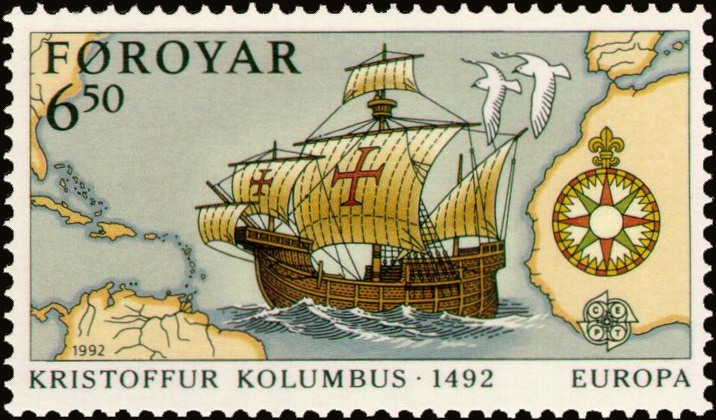
Die auf einer Briefmarke dargestellte Santa Maria mit Kreuzen auf der Segelfläche

Das Logo des BDKJ in Form eines Kreuzsegels

Als Kreuzsegel (auch Bagiensegel) bezeichnet man das unterste Rahsegel am Kreuz- oder Besanmast eines Vollschiffs.

## Seemännische Bezeichnung auf einem Segelschiff
Die Namensgebung der an den untersten Rahen befestigten Segel entspricht immer dem Mast, an dem das jeweilige Segel angeschlagen ist, wobei für das Kreuzsegel als Alternativname auch Bagien(-segel) im Schwange ist.
Das Kreuzsegel ist dementsprechend das am Kreuzmast befindliche unterste Rahsegel, das an der Kreuzrah oder auch Bagienrah befestigt ist. Der Kreuzmast ist auf einem Vollschiff der hintere Mast. Das Kreuzsegel wird mit bestimmten Tauen, den Kreuzbrassen, zum Wind hin ausgerichtet.
Ursprünglich waren Segel und Rah an der Kreuzstenge befestigt. Das Segel befand sich oberhalb des Lateinersegels und dessen Rute. Als diese Rute im Laufe des 18. Jahrhunderts verkürzt wurde, war dort Raum für ein weiteres Segel geschaffen worden. Aber erst im Laufe des 19. Jahrhunderts wurde dieser Platz tatsächlich eingenommen. Dieses Segel wurde Kreuzsegel genannt und das Segel an der Kreuzstenge wurde nun Kreuzmarssegel benannt. Im englischen Sprachgebrauch wurde dieses Segel bereits im 18. Jahrhundert Mizen top-Sail genannt.

## Weitere Bezeichnung und Verwendung
- Im volkstümlichen Sprachgebrauch werden als Kreuzsegel auch solche Segel eines Segelschiffes bezeichnet, auf denen ein Kreuz abgebildet ist, so z. B. typisch bei den Segelschiffen Santa Maria und Sagres.
- Der Bund der Deutschen Katholischen Jugend (BDKJ) verwendet zudem ein Kreuzsegel als Logo.